# کوک-آی (شهرستان یومگل)
کوک-آی (به لاتین: Kök-Oy) یک منطقهٔ مسکونی در قرقیزستان است که در شهرستان یومگل واقع شده‌است. کوک-آی ۱٬۸۷۹ نفر جمعیت دارد و ۱٬۷۱۲ متر بالاتر از سطح دریا واقع شده‌است.